# بلیائیان
بلیائیان (نام علمی: Belliidae) نام یک تیره از راسته ده‌پایان است.